# Sphaenothecus trilineatus
Sphaenothecus trilineatus là một loài bọ cánh cứng trong họ Cerambycidae.